# Мираж III
Мираж III (фр. Mirage III) је француски једномоторни ловачки авион, једносед. Припада другој генерацији, а развијен је и произведен у фирми Дасо Aвиасјон (фр. Dassault Aviation), за потребе властитог ваздухопловства, а испоручен је и ваздухопловствима 21 земље. Купци су Аргентина, Аустралија, Јужна Африка, Египат, Пакистан и Израел, као и низ других несврстаних земаља. Веома је успео ловачки авион, са добрим маневарким карактеристикама и ефикасан је у блиској борби у ваздушном простору. Стандард авиона, за француско ваздухопловство је наоружан за дејство ваздух - ваздух и ваздух - тло. Разноврсност пројекта је развој и производња већег броја успелих варијанти, у оквиру од укупно 1.402 примерка. Мираж III је чесник у борбеним операцијама многих локалних сукоба, а најинтезивније у ратовима на Блиском истоку.
Први је западноевропски борбени авион који је у хоризонталном лету постигао већу брзину од двоструке брзине звука (Махов број >2).

## Развој
Западне земље су биле пред изазовом да истраже перформансе релативно једноставног и агилног новог ловца, у циљу очувања позиције у трци за престиж. Французи су били у томе најбржи и најефикаснији са развојем свога Миража III. Мираж III има порекло у низу студија које је спровело Министарство одбране Француске, које су започете током 1952. године. У то време, више земаља се ангажовало на сагледавању перспективе развоја ловачког авиона, што је било посебно мотивисано борбеним искуствима током Корејског рата, конкретно успехом совјетског авиона МиГ-15, који је изненадио и привукао значајну пажњу међународних размера.
Почетком 1953. године, Француско ратно ваздухопловство је израдило тактичко - техничке захтеве (ТТЗ) за ловачки авион масе приближно око 4.000 kg (празан опремљен) који би постизао висину лета од 15.000 m за 4 минуте и достигнутом брзином за 1,3 пута већом од брзине звука (Махов број = 1,3). Седам произвођача авиона је понудило реализацију, укључујући и Дасо Евиејшн. Предложена је аеродинамичка конфигурација са делта крилом, погон са турбомлазним мотором и помоћним ракетним у полетању и убрзано пењање. Лансиран је развој и производња два прототипа, у марту 1954. године. Затим је лансиран развој још два прототипа, сва четири су се међусобно разликовала првенствено у погону и намени, што је назначено у поглављу варијанти.
Изабрана конфигурација делта крила има бројна ограничења. Недостатак хоризонталног репа значи да се закрилца не могу ефикасно користити у полетању и слетању, што доводи до дугачког залета за полетање и велике брзине слетања. Делта крило ограничава маневарску могућност авиона и изазива бафетинг на малој висини због велике површине, због малог специфичног оптерећења. Међутим, делта крило је једноставан и угодан задатак за пројекат робусне структуре и њене једноставне производње. Пре свега, аеродинамички је повољније за велике брзине и располаже већим корисним простором за смештај горива. Изабрано је танко крило (5% релативне дебљине) и са углом стреле од 60°.
На ловцу Миража III, примењен је концепт правила расподеле површина попречних пресека дуж авиона, за минимизацију отпора у крозвучној области брзина. Захтев је да буде континуална расподела површина попречних пресека авиона дуж уздужне осе авиона, без скокова, што резултира познатом „струкованом” конфигурацијом трупа у пољу крила код ловачких авиона намењених за крозвучне и надзвучне брзине лета.
Прототип Миража III је полетео 17. новембра 1956. године, постигавши брзину адекватну Маховом броју од 1,52, у току свога десетог лета. Опремљен је ручно управљавим полу конусним улошцима у бочним усисницима, који су померани унапред при повећању брзине за смањење губитака улазног притиска, што му је повећало брзину све до вредности која одговара Маховом броју од 1,65, док је са укључењем допунске погонске ракете, у септембру 1957. године, остварена брзина адекватна Маховом боју од 1,8 (М = 1,8).
Успех прототипа Миража III је био довољан за одлуку о производњи десет предсеријских авиона са ознаком Мираж IIIA. Они су били скоро 2 метра дужи од прототипа, имали су крило за 17,3% веће површине, тетива им је смањена за 4,5%, погони их турбомлазни мотор Атар 09B (потиска од 58,9 [kN]). Помоћни ракетни мотор је задржан, авион је опремљен радаром Томсон CSF сирано, за пресретање у ваздушном простору, авионском опремом и куком за качење ужета за скраћење стаза при слетању. Први Мираж IIIА је полетео у мају 1958. године и са њим је коначно постигнута брзина која одговара Маховом броју од 2,2 (М = 2,2) и тако је постао први европски авион који у хоризонталном лету прелази Махов број 2 (M > 2). Десети Мираж IIIА је завршен у децембру 1959. године. Један је од њих је опремљен мотором RR авон 67, потиска од 4,7 [kN], као експриментална варијанта за аустралијску примену, под именом Мираж IIIО. Овај авион је полетео у фебруару 1961. године, али му тај мотор није усвојен за серијски стандард.

## Серијски стандард

### Француско ваздухопловство
Према поруџбини Француског ваздухопловства развијен је и произведен двосед Миража IIIA, као оперативни тренажни авиона са називом Мираж IIIB, који је направио први лет у октобру 1959. године. Генерална варијанта серијског двоседа Миража III је развијана у наставку програма.
Први серијски стандард Мираж IIIC, полетео је у октобру 1960. године. Углавном је сличан варијанти Миражу IIIA, дужи је око пола метра и уведен је у оперативну употребу. Мираж IIIC је једносед пресретач, са турбомлазним мотором Атар 09B, променљивом површином попречног пресека издувника гаса помоћу покретних латица. Наоружан је са два топа типа DEFA калибра од 30 mm, који су уграђени на доњаци бочних усисника за ваздух . Стандард авиона Миража IIIC је са три спољна носача, један подтрупни и два подкрилна. Касније су придодата још два спољна подкрилна. Поседује и носач за профилисани резервоар са којим је могао летети надзвучном брзином. Такође је алтернативно носио и бомбе. На спољним подкрилним носачима је носио IC ракете ваздух - ваздух AIM-9B сајдвиндер, које су касније замењене ракетама Матра R550 маџик. Могао је користити и полуактивну радарски вођену ракету Матра R530, на подтрупном носачу, што је већ каракеристика која обележава ловачке авионе треће генерације. Испоруке су почеле у јулу 1961. године, а прва ескадрила је проглашена оперативном у јануару 1962. године. Међутим, авион је имао неколико мањих недостатака, укључујући и донекле крхку опрему за слетање, што је довело до неколико привремених забрана лета. Од 95 авиона испоручених Француским ваздухопловним снагама, 55 је уништено или ресходовано након удеса у току 25 година оперативне употребе. Тај стандард авиона је остао у оперативној употреби у Француској све до 1988. године.
Француско ратно ваздухопловство је такође наручило и оперативне двоседе, авионе за тренажу Мираже IIIB, усавршеног стандарда челног који је полетео у октобру 1959. године. Труп им је продужен за око метар, немају радар, а оба топа су им скинута да би се сместило друго седиште. Мираж IIIB може да прихвати спољне носаче и да носи спољни терет. Ваздухопловство је наручило 63 пимерка ових авиона, укључујући прототип, пет Миража IIIB-1 и десет Миража IIIB-2 (RV) са носним сондама за пуњење горива у лету, намењеним за тренажу пилота за бомбардерску варијанту Мираж IVA. Такође је у поруџбини било и 20 примерака Мираж IIIE. Један Мираж IIIB је средином седамдесетих био опремљен новим системом команди лета. Репројектом у варијанту Миража IIIB-SV коришћену као авион лабораторија у функцији развоја Миража 2000, у сегменту промене аеродинамичке стабилности (обезбеђења „вештачке стабилности“) са електричним командама лета (енг. fly-by-wire).
Ракетни мотор SEPR практично је ретко уграђиван и коришћен, због условљеног уклањање топова, а и авион је са њиховим активирањем постојао већи IC извор за непријатељске сензоре. Тај предвиђени простор за ракетни мотор је касније променио намену, искоришћен је за смештај додатног горива.
Иако је лансирана производња Миража IIIC, Дасо је такође размишљао о вишенаменској варијанти са наменом и за подршку, која је реализована под ознаком Мираж IIIЕ. Први од три прототипа је полетео 1. априла 1961. године. Мираж IIIЕ се разликује од пресретача IIIC у томе што има продужен труп за 300 mm иза кабине пилота. Повећањем распона крила створена му је могућност за већу количину горива, јер је Мираж IIIC имао скроман долет, а повећање је захтевала ова нова намена подршке. Измена је визуелно тешко уочљива, али је чињеница да се доња ивица поклопца кабине Миража IIIЕ завршава директно изнад горње усне усисника ваздуха, док се на Миражу IIIC завршава иза.
Поједини Миражи IIIЕ (не сви) били су опремљени радаром Маркони са континуалном таласном дужином, док је доплерски радар уграђен на доњаци кабинског дела трупа, што нема варијанта Миража IIIC. У осталим авионима Миражима IIIЕ је уграђиван радар Томсон CSF сирано II, који има двоструки мод (ваздух / тло). Има пријемник радарског упозорења (RWR) са антенама постављеним на вертикалну заштитну плочу. 
Погон авиона Миража IIIЕ је са мотором Атар 09C, са променљивом површином пресека издувника. Први произведени авиони су испоручени Француском ратном ваздухопловству у јануару 1964. године, у укупном броју од 192 примерка. Укупна производња Миража IIIЕ, укључујући и извоз, била је знатно већа од Миража IIIC, укључујући и извоз, износила је 523 примерка. Средином шездесетих година 20. века, један Мираж IIIЕ је опремљен побољшаним турбомлазним мотором Атар 09K-6, за испитивање у лету.
Изведене су бројне опције од основне извиђачке варијанте Миража IIIR. Ови авиони су задржали спољни облик Миража IIIЕ, ваздухопловну опрему Миража IIIC, фото апарат у носном делу трупа и без радара су. Задржали су оба топа и могућност ношења спољњег терета. Француско ваздухопловство је наручило 50 примерака авиона овог стандарда, не укључујући два прототипа. Миражу IIIR је претходио Мираж IIIЕ у увођењу у оперативну употребу. Ваздухопловство је такође наручило 20 примерака Миража IIIRD, који су побољшана извиђачка варијанта. To је у суштини Мираж IIIR са додатном панорамском камером на најнижој позицији носног дела трупа и са доплерским радаром и другом опремом од Миража IIIЕ.

### Извоз
Значајни купци су били Израелци авиона Миража IIIC и Миража IIICJ, а Јужна Африка Миража IIICZ. Неки клијенти су купили Мираж IIIB, а ознаке које су додате су због препознавања земље купца, као што су: Мираж IIIDA (за Аргентину), Мираж IIIDBR и Мираж IIDBR-2 (за Бразил), Мираж IIIBJ (за Израел), Мираж IIIDL (за Либан), Мираж IIIDP (за Пакистан), Мираж IIIBZ и Мираж IIIDZ и Мираж IIID2Z (за Јужну Африку), Мираж IIIDE (за Шпанију) и Мираж IIIDV (за Венецуелу).
После изванредног израелског успеха Миража IIIC, у више победа у сусретима са руским ловцима МиГ-17 и МиГ-21, а коначно и постигнута велика победа у превласти у ваздушном простору против Египта, Јордана и Сирије, у шестодневном рату у јуну 1967. године, Миражу III је знатно побољшан углед. Победе као референце и релативно ниска цена Миража III учинили су га веома конкурентним на светском тржишту ловачких авиона.
Пакистан је купио 24 Миража IIIE, 1967. године. Они су им били основно наоружање у Пакистанском ваздухопловству. Остали су потпуно оперативни све до 1971. године. Ниједан авион Мираж III није изгубљен у борби у току рата. 
Пројектна документација за авион Мираж III је уступљена Пакистану и они су га производили по лиценци у својој ваздухопловној индустрији. Укупну флоту Миража у Ратном ваздухопловству Пакистана су још сачињавала 3 Миража IIIR и 3 Миража IIID. Додатних 10 Миража IIIR су им испоручени 1977. године. Када је француска производња авиона престала, Пакистан је наручио и купио у Аустралији и Либану још 54 Миража IIIE и 1 Мираж IIIB. Модификовали су их да прихвате италијанске радаре Грифо М-3 и кинеске ракете ваздух - ваздух PL-12 .
Већи број Миража IIIE је произведен у Француској за извоз, купила је Аргентина Мираж IIIEA, Бразил Мираж IIIEBR-2 и Мираж IIIEBR, Либан Мираж IIIEL, Пакистан Мираж IIIEP, Јужна Африка Мираж IIIEZ, Шпанија Мираж IIIEE и Венецуела Мираж IIIEV. Дасо је веровао да је клијент увек био у праву, био је срећан што одговара захтеваним променама у опреми која је одговарала потребама и захтевима купаца и буџету. Нпр., пакистански Миражи 5ПА3 су посебно опремљени радаром Томсон-CSF агава са могућношћу вођења противбродске ракете Егзосит.
Неки клијенти су поручили двоседе Мираж IIIBE, под општим називом Мираж IIID, иако су тренери углавном слични Миражу IIIBE, осим мањих промена у опреми. У неким случајевима они су идентични, јер су два Миража IIIBE продата Бразилу под ознаком Мираж IIIBBR, а три су слично продата Египту под ознаком Мираж 5SDD. Извоз нових врста овог типа укључује авионе који су продавани Абу Дабију, Аргентини, Бразилу, Чилеу, Колумбији, Египту, Габону, Либији, Пакистану, Перуу, Шпанији, Венецуели и Заиру.
Извозна извиђачка верзија Миража IIIR произведена је за Пакистан, као и Мираж IIIRP за Јужну Африку. Такође су произведени извиђачки авиони у верзијама Мираж IIIRZ и Мираж IIIR2Z, са турбомлазним мотором Атар 9K-50. Ове извозне извиђачке варијанте Миража IIIR купили су Абу Даби, Белгија, Колумбија, Египат, Либија, Пакистан и Јужна Африка. Неки извозни извиђачки Миражи IIIRD опремљени су британским Винтен фотоапаратима, а не ОНЕРА камерама. 
Већина својих авиона Миража III, белгијанци су обезбедили властитом производњом.
| Држава       | Варијанта     | Број | Коментар |
| ------------ | ------------- | ---- | --- |
| Израел       | Мираж IIICJ   | 70   | Миражи IIICJ једноседи, предати су у периоду априла 1962. и јула 1964. године. |
| Израел       | Мираж IIIRJ   | 2    | Миражи IIIRJ једноседи, фотоизвиђачи, предати у марту 1964. године. |
| Израел       | Мираж IIIRJ   | 4    | Школско борбени авинони Миражи IIIBJ двоседи, три су предата 1966. а један у 1968. |
| Пакистан     | Мираж IIIE    | 24   | Пакистан је купио ова 24 Миража IIIE од Француза 1967. године. |
| Пакистан     | Мираж IIIR    | 3    | Ови Миражи су испоручени Пакистану од француске стране 1977. године. |
| Пакистан     | Мираж IIIR    | 10   | Ови Миражи су испоручени Пакистану од француске стране 1977. године. |
| Пакистан     | Мираж IIID    | 3    | Ови Миражи су испоручени Пакистану од француске стране 1977. године. |
| Аустралија   | Мираж IIIO(F) | 48+2 | Аустралијска влада је одлучила да Краљевском аустралијском ваздухопловству (RAAF) обезбеди авионе Мираж IIIE. Ту варијанту су склапале владине ваздухопловне компаније GAF, од властитих компоненти, под ознаком Мираж IIIO. Главна разлика између IIIE и IIIO је била уграђена авионска опрема. Други велики аустралијски произвођач авиона тог времена, CAC, такође у Мелбурну, произвео је мотор Снекма Атар. GAF је произвео три варијанте: Мираж IIIO(F), који је био пресретач, Мираж IIIO(A), ловац - бомбардер и тренер двосед Мираж IIIO(D), командни авион у борби. Дасо је произвео два примерка Миража IIIO(F), са првим летом у марту 1963. године. GAF је завршио производњу авиона: 48 Миража IIIO(F), 50 Миража IIIO(A) и 16 Миража IIIO(D).                                                                                                 |
| Аустралија   | Мираж IIIO(A) | 50   | Аустралијска влада је одлучила да Краљевском аустралијском ваздухопловству (RAAF) обезбеди авионе Мираж IIIE. Ту варијанту су склапале владине ваздухопловне компаније GAF, од властитих компоненти, под ознаком Мираж IIIO. Главна разлика између IIIE и IIIO је била уграђена авионска опрема. Други велики аустралијски произвођач авиона тог времена, CAC, такође у Мелбурну, произвео је мотор Снекма Атар. GAF је произвео три варијанте: Мираж IIIO(F), који је био пресретач, Мираж IIIO(A), ловац - бомбардер и тренер двосед Мираж IIIO(D), командни авион у борби. Дасо је произвео два примерка Миража IIIO(F), са првим летом у марту 1963. године. GAF је завршио производњу авиона: 48 Миража IIIO(F), 50 Миража IIIO(A) и 16 Миража IIIO(D).                                                                                                 |
| Аустралија   | Мираж IIIO(D) | 16   | Аустралијска влада је одлучила да Краљевском аустралијском ваздухопловству (RAAF) обезбеди авионе Мираж IIIE. Ту варијанту су склапале владине ваздухопловне компаније GAF, од властитих компоненти, под ознаком Мираж IIIO. Главна разлика између IIIE и IIIO је била уграђена авионска опрема. Други велики аустралијски произвођач авиона тог времена, CAC, такође у Мелбурну, произвео је мотор Снекма Атар. GAF је произвео три варијанте: Мираж IIIO(F), који је био пресретач, Мираж IIIO(A), ловац - бомбардер и тренер двосед Мираж IIIO(D), командни авион у борби. Дасо је произвео два примерка Миража IIIO(F), са првим летом у марту 1963. године. GAF је завршио производњу авиона: 48 Миража IIIO(F), 50 Миража IIIO(A) и 16 Миража IIIO(D).                                                                                                 |
| Швајцарска   | Мираж IIIC    | 1+36 | Швајцарска је купила један примерак Миража IIIC од француза, 1961. године. Овај авион је коришћен као њихов развојни. Швајцарски Миражи су произведени у њиховом RUAG-у (фабрика ваздухоплова у Емену), на бази варијанте Миража IIIC. Произведено је 36 Миража IIIC пресретача са ојачаним крилима, структуром оквира трупа и стајним трапом. Швајцарске ваздухопловне снаге су захтевале робусност која је упоредива са већ поседованим авионима. Структура рамова је ојачана тако да се авион може померати подизањем помоћу дизалице, јер они своје авионе у планинама склањају по бункерима где је веома скучен простор за маневрисање за потребе паркирања. Главне разлике стандарда Миража III биле су: америчка опрема, Нови амерички радар, TARAN--18, пријемник упозорења на радару (RWR), ојачана структура за употребу JATO стартних ракета итд. |
| Јужна Африка | Кфир          | 58   | Као и Израел, Јужна Африка је на сличан начин заобишла француски ембарго на куповину оружја по Резолуцији 418 Савета безбедности Уједињених нација. Покренули су програм обнове своје флоте Миража III, уз израелску техничку помоћ за реконструкцију постојећих авиона, уграђујући фиксне канарде на носни део трупа. На тај начин су остварили разлику у односу на свој претходни Мираж, а у проширени носни део трупа уграђена је допунска опрема. Изграђени су тако пресретач с једним седиштем и борбени тренер двосед. На тај начин су добили свој специфични Кфир. |

### Производња по лиценци

#### Аустралија
Аустралија је први пут показала званични интерес за Миража III током 1960. године, a у почетку је била заинтересована за погон британским турбомлазним мотором типа RR Авон. Док је експериментална Авон погонска верзија Мираж III произведена као прототип и испитивана у суђењима, она на крају није резултирала било којом варијантом производње која усваја мотор. Уместо тога, аустралијска влада је одлучила да ће Краљевско Аустралилско ратно ваздухопловство (RAAF) примити Мираж IIIE који покреће мотор СНЕКМА Атар, иако је варијанта коју су саставиле владине фабрике ваздухоплова (GAF) у Фисхерманс Бенду, Мелбурн из аустралијске производње компоненте, под ознаком Мираж IIIO. Главна разлика између Мираж IIIE и IIIO била је инсталирана авионика. Други велики аустралијски произвођач ваздухоплова у то време, такође је Државна ваздухопловна корпорација (енгл. Commonwealth Aircraft Corporation) (CAC), са седиштем у Мелбурну, било укључено у програм и производњу мотора Атар по лиценци.
У почетку, Дасо је обезбедио пар летелица као узорака, први од ових летелица су стигли током марта 1963. у Аустралију и са њима техничари, који су помагали производњу у GAF-у, у успостављању линије за монтажу авиона Миража III. GAF је произвео три варијанте: пресретаче Мираж IIIO(F), ваздух-тло Мираж IIIO(A), и двосед Мираж IIIO(D), тренер за вођство у борби. GAF је произвео 48 Миража IIIO(F), 50 Миража IIIO(A) и 16 Миража IIIO(D).
Између 1967. и 1979. године, сви преживели авиони пресретачи Миражи IIIO(F) су преправљени у стандард Миража IIIO(A), да би уместо тога обављао мисије ваздух-тло. Током 1988. године, Миражи IIIO су коначно повучени из оперативне употребе RAAF-а, након чега је 50 преживјелих ловаца продато Пакистану, 1990. године. Неколико примерака се још чува у музејима широм Аустралије; бар један од њих се, наводно, налази под рестаурацијом за летне услове.

#### Швајцарска
Током 1961. године Швајцарска је купила један примерак Миража IIIC од Француза за потребе развојног авиона, у функцији подршке државне одлуке да се производе 100 ловаца типа Мираж III, за Швајцарске ваздухопловне снаге. Сходно томе, Миражи су се производили у Швајцарској фирми F+W Емен (данас RUAG - фабрика ваздухоплова у Емену). Постављен је захтев да Мираж IIIS буде вишенаменски, са мисијама напада ваздух-тло, пресретања и извиђања, све са јединственим типом авиона. Међутим, подухват је претрпео знатно прекорачење трошкова, углавном захваљујући швајцарским прилагођењима и постављеним нереалним захтевима, чему је додатно допринео и недостатког финансијског надзора, па и контроверзе над производним трошковима што је коначно кулминирало у тзв. „Аферу Мираж”, а последично и оставком неколико званичника. Постало је јасно да на тадашњем технолошком нивоу развоја један стандард није могао испунити постављене вишенаменске захтеве, тако да је F+W Емен на крају произвео два типа авиона у обиму 36 пресретача Мираж IIIS и 18 извиђачких авиона Мираж IIIRS.
Мираж IIIS је био са знатно ојачаним крилом, структуром трупа и стајним трапом, пошто су Швајцарске ваздухопловне снаге захтевале робусност која је упоредива са авионима заснованим на захтевима преношења дизалицама-транспортерима. Ојачани оквири структуре трупа омогућавају преношење ваздухоплова крановима (зато су оквири структуре трупа опремљени и са четири ојачане везне тачке за подизања и обезеђено је могуће подвлачење продужених ногу носача-транспотера), пошто су авионска склоништа у планинама које швајцарске ваздухопловне јединице користе поседују врло мало простора за маневрисање при паркирању авиона. Још једна предност ојачаних оквира је била за постављање JATO ракета за скраћење стазе полетања (STOL).
Друге значајне разлике су биле на Швајцарским пресретачима то што су били опремљени новом америчком авионском опремом и репројектом кабине, у односу на изворни француски Мираж III. Интегрисан је и Хјузов радарски систем TARAN-18 који је подржавао ракете ваздух-ваздух AIM-4 фалкон, које су сличне Хјузовом AIM-26 фалкону. Постављени су на оба крилца и на излазној ивици крила пријемници упозорења на радару (RWR). Осим тога, Мираж IIIS је имао инсталацију за ношење француске нуклеарне бомбе и евентуално из властитог започетог развоја. Тај је програм за производњу швајцарске нуклеарне бомбе заустављен у фази пред производњом, а ипак је Швајцарска одлучила да то оружје и не купује од Француза. Мираж IIIRS такође може носити контејнер са опремом за извиђачке мисије, као и интегрални резервоар за гориво испод трупа; овом резервоару је умањена запремина па и количина горива због одузетог простора за уградњу филмске камере, која је снимала задњу хемисферу авиона. Када су ови авиони опремљени извиђачком платформом, надзвучне перформансе су им озбиљно смањене.
Мираж IIIS је могао бити опционо опремљен са ракетним мотором SEPR 841 (енгл. Société d'Etudes pour la Propulsion par Réaction) са резервоаром од 300 литара оксидатора азотне киселине, постављеним испод стражњег дела трупа на измењивом адаптеру, у функцији опционе уградње интегралног резервоар за гориво. Када је инсталирана ракета SEPR са додатним потиском од 15 kN, Мираж IIIS је лако постизао плафон лета од 24.000 m. Ракетни мотор се могао искључити и поново покренути најмање три пута током једног лета, било је могуће његово коришћење у трајању најмање 80 секунди. У случају ванредног стања, било је могуће одбацити ракетни мотор током минималних брзина лета. Ракетно гориво (TG-02) је било веома опасно високо токсично, захтевало је посебне мере заштите при руковању. У складу са тим, ракетни мотор се није често користио.
Током 1967. године, Мираж IIIS је ушао у оперативну употребу Швајцарских ваздухопловних снага. У току програма надоградње, започетог 1988. године, пројектовани су и произведени канари у RUAG аероспејсу, који су уграђени на овај тип авиона, заједно са пилотским седиштем Мартин-Бекер и системом пасивне заштите. Мираж IIIRS је фазно следио две године иза производње авиона Мираж IIIS. Швајцарска је Мираж IIIS повукла из оперативне употребе 1999. године, а преостали Миражи IIIRS, варијанте BS и DS су повучени из оперативне употребе током 2003.

## Варијанте
M.D.550 Мистер делтаПрототип пресетача, са делта узгонским површинама, погоњен је са два турбомлазна мотора, потиска 2 х 7,35 kN. Произведен у једном примерку.
Мираж IРепројектовани први прототип, са целообртном површином вертикалног репа, погоњен са два турбомлазна мотора M.D.30R, потиска 2 х 9,61 kN.
Мираж IIПрототип ловца пресетача, са делта узгонским површинама, покрећу га два турбомлазна турбомлазна мотора Турбомека габизо. Један авион је делимично произведен. Прекинута је производња и пројекат је напуштен.
Мираж III-001Прототип, погоњен турбомлазним мотором Atar 101G1/ 101G-2, потиска 43,2/44,12 и помоћним ракетним мотором SEPR 66, потиска од 4,7 kN. Произведен је један примерак авиона у овом стандарду.
Мираж IIIAПредсеријски авион са продуженимтрупом и погоноским турбомлазним моторором Атар 9B потиска од 42,8/58,84 kN, такође са допуном за 13,34 kN помоћног ракетног мотора SEPR 84. Опремљен радаром Томсон-CSF сирано ибис. Десет примерака је произведено за француске ваздухопловне снаге.
Мираж IIIBДвосед (тандем кабине) тренер авион са једним делом надстрешнице изнад улаза у усисник. Недостаје радар, турбомлазним моторором Атар 9B потиска од 42,8/58,84 kN, топовско наоружање и ношење погонске ракете. Прототип је заснован на варијанти Миража IIIA, полетео је 20. октобра 1959. године. Произведено је 26 примерака Миража IIIB базираних на једноседу Миражу IIIC, за француске ваздухопловне снаге и један за Опитни центар.
- Мираж IIIB-1: Произведених пет примерака намењено за потребе испитивања.[32][33]
- Мираж IIIB-2(RV): Авион за обуку пуњења горива у лету. Десет авиона је произведено у овом стандарду.[34]
- Мираж IIIBE: Авион двосед за обуку, базиран је на Миражу IIIE. Намењен је за француске ваздухопловне снаге, сличан је Миражу IIID. Произведено је 20 примерака.[35]
- Мираж IIIBJ: Произведено је пет примерака за Израелско ратно ваздухопловство.[36][37] Јужноафрички Мираж IIIBZ, изложен у музеју
- Мираж IIIBL: Произведена су четири примерка за Либанско ратно ваздухопловство.
- Мираж IIIBS: Произведена су четири примерка за Швајцарско ратно ваздухопловство.
- Мираж IIIBZ: Произведена су три примерка за ратно Ваздухопловство Јужне Африке.

Мираж IIICПресретачи једносед, оперише у свим временским условима, са дужим је трупом од Миража IIIA (14,73 m). Погони га турбомлазни мотор Атар 9B-3 са потиском 42,8/58,84 kN, опремљен је радаром Томсон-CSF сирано ибис. Мираж IIIC је наоружан са два топа од 30 mm, са једним пројектилом Матра R.511, Норд AA.20 или Матра R530 ваздух - ваздух и две ракете AIM-9 сајдвиндер под крилима. Може се потисак допунити постављањем помоћног ракетног мотора у стражњи део трупа, ако се топови уклоне. Произведено је 95 примерака за Француске ваздухопловне снаге.
- Мираж IIICJ: За Израелско ваздухопловство, погони га турбомлазни мотор Атар 9B-3 са потиском 42,8/58,84 kN, авион је опремљен једноставнијом електроником и могућим је уклањање погонске ракете. Испоручена су 72 примерка, у периоду између 1961. и 1964. године.
- Мираж IIICS: За Швајцарско ваздухопловство, произведен је један примерак за испитивање, 1962. године. Погоњен је турбомлазним мотором Атар 9B-3, са потиском 42,8/58,84 kN.
- Мираж IIICZ: За Јужноафричке ваздухопловне снаге произведено и испоручено је 16 примерака, у периоду између децембра 1962. и марта 1964. Погоњен је турбомлазним мотором Атар 9B-3, са потиском 42,8/58,84 kN.
- Мираж IIIC-2: Конверзија француског Миража IIIE са мотором Атар 09К-6 потиска 41,97/58,84 kN. Један је авион конвертован, а касније је поново враћен у првобитни Мираж IIIE.

Мираж IIIDВерзија Мираж IIIE са два седишта, са турбомлазним мотором Атар 09-C потиска 42 / 60,8 kN. Опремљен је стрејксовима под носним делом трупа. Скоро идентичне авионе су означили са Мираж IIIBE, IIID и IIIDx, у зависности од купца. По лиценци је произведено 16 примерака у Аустралији.
- Мираж IIIDA: Два примерка су Аргетинци преузели 1973. године, а два 1982. Моторо је исти Атар 09К-6 потиска 41,97/58,84 kN.
- Мираж IIIDBR: Тренер са два седишта за Ваздухопловство Бразилије, обележен је F-103D. Четири авиона су произведена и достављена су 1972. године. Два бивша француска Миража IIIBE испоручена су 1984. године, како би се надокнадили губици у несрећама.
- Мираж IIIDBR-2: Ажурирани авиони за Бразилске ваздухопловне снаге. Два бивша француска авиона продата су Бразилу 1988. године, а преостала два су доведена на исти стандард.
- Мираж IIIDE: Тренер, двосед, намењен је за Шпанске ваздухопловне снаге. Шест примерака је произведено са локалном ознаком CE.
- Мираж IIIDP: Тренер, двосед, намењен је за Пакистанске ваздухопловне снаге. Четири примерка је произведено.
- Мираж IIIDS: Тренер, двосед, намењен је за Швајцарске ваздухопловне снаге. Два су испоручена 1983. године.
- Мираж IIIDV: Тренер, двосед, намењен је за ваздухопловне снаге Венецуеле. Три су произведена и испоручена.
- Мираж IIIDZ: Тренер, двосед, намењен је за Јужноафричке ваздухопловне снаге. Три су произведена и испоручена 1969. године.
- Мираж IIID2Z: Тренер, двосед, намењен је за Јужноафричке ваздухопловне снаге, са погоном турбомлазним мотором Атар 9K-50, потиска 49,2 / 70,6 kN. Једанаест су произведена и испоручена.

Мираж IIIEЗа тактичке ударе, авион ловац - бомбардер, иза кабине 300 mm на трупу је веза за смештај додатне линије носача. Опремљен са радаром Сирано II са додатним режимом рада ваздух – земља, у поређењу са Миражом IIIC, побољшана му је навигациона опрема, укључујући TACAN и доплер радар у подножју изблиза, са погоном турбомлазним мотором Атар 09C-3 потиска 41,97 / 60,8 kN. Произведено су и испоручена 183 примерка за Француске ваздухопловне снаге. 
- Мираж IIIEA: Миража IIIE произведено 17 примерака за Аргентинске ваздухопловне снаге.
- Мираж III EBR; Миража IIIE произведено 16 примерака за Бразилске ваздухопловне снаге, названи F-103E.
- Мираж IIIEBR-2 Обновљени су и ажурирани постојећи преживели бразилски авиони Мираж IIIEBR на стандард Мираж IIIEBR-2. Такође су четири бивша француска авиона продата Бразилу 1988. године и надограђени су на исти стандард за Бразилске ваздухопловне снаге.
- Мираж IIIEE Испоручено је 24 примерка у 1970. години, Шпанским ваздухопловним снагама, са локалном ознаком C.11.
- Мираж IIIEL За Либанске ваздухопловне снаге, изостављајући доплер радар, укључујући HF антену, испоручено је 10 примерака у 1967. и 1969. години.
- Мираж IIIEP За Пакистанске ваздухопловне снаге испоручено је 18 примерака у периоду 1967. и 1969. године.
- Мираж IIIEV За Венецуеланске ваздухопловне снаге, изостављајући доплер радар, произведено је седам примерака. Такође су постојећи преживјели авиони надограђени на овај стандард.
- Мираж IIIEZ За Јужноафричке ваздухопловне снаге, испоручено је 17 примерака авиона у периоду 1965—1972. године.

Мираж IIIOЈеднодносед, авион за Аустралијско ваздухопловство. Произведен је само један прототип са погоном са турбомлазним мотором RR Авон Mk.67 са потиском од 53,68/71,17 kN. Стандард је заснован на Миражу IIIE, који је произведен у серији од 98 примерака у Аустралији по лиценци. Првих 49 примерака су били пресретачи Миражи IIIO(F) па је уследило 49 ловаца бомбардера Миража IIIO(A). Касније су сви преживели доведени на заједнички стандард ловца бомбардера. 
Мираж IIIRЈедносед, извиђачки авион са погоном са турбомлазним мотором Атар 09C, потиска 42 / 60,8 kN. Уместо радара уграђен је носач камера којих може да носи до пет. Заснива се на варијанти Миража IIIE, али са једноставнијом опремом, сличном уграђеној у Миража IIIC, а задржао је топовско наоружање ловца. Два прототипа за испитивање и 50 серијиских примерака је произведено за Француске ваздухопловне снаге.
- Мираж IIIRD: Једносед, извиђачки авион. Опремљен је побољшаном опремом, укључујући доплер радар поглед „надоле“ као у Миража IIIE. Обезбеђено ношење инфрацрвених сензора. Поседује навигациони доплерски радар или бочни радарски систем SLAR у заменљивом контејнеру. Произведено је 20 премерака за француске ваздухопловне снаге.
- Мираж IIIRJ: Једносед, извиђачки авион. Два Миража IIICZ су преправљена у извиђачки авион овог стандарда за Израелско ваздухопловство.
- Мираж IIIRP: Извозна верзија Миража IIIR за Пакистанске ваздухопловне снаге. Произведено је 13 примерака.
- Мираж IIIRS: Извозна верзија Миража IIIR за швајцарске ваздухопловне снаге. Произведено је 18 примерака.
- Мираж IIIRZ: Извозна верзија Миража IIIR за Јужноафричке ваздухопловне снаге. Произведено је четири примерка.
- Мираж IIIR2Z: Извозна верзија Миража IIIR за Јужноафричке ваздухопловне снаге, погони га турбомлазни мотор Атар 9K-50 са потиском 49,2 / 70,6 kN. Произведено је четири примерка.

Мираж IIISЈедносед, ловац пресретач, погони га турбомлазни мотор Атар 9B-3 са потиском 42,8/58,84 kN. Заснован је на Миражу IIIC, али са уграђеним радаром Хјуз TARAN 18 са уграђеним противпожарним зидом и IC ракетама Сајдвиндер. По лиценци је произведено у Швајцарској 36 примерака, за Швајцарске ваздухопловне снаге.
Мираж IIITПредложена верзија, објављена 1982. године, са погоном турбомлазним мотором Атар 9К-50 потиска 49,2 / 70,6 kN, опремљена је ажурираном опремом и електричним командама лета (енгл. fly-by-wire). Оригинална му је ознака Мираж 3NG. 

### Деривати
Мираж 5 / 50Миража 5 је произашао из захтева Израелских ваздухопловних снага. Први пут је летео 19. маја 1967. године. Изгледао је као Мираж III, осим што је имао дугачак танак нос што је добијено продужетком трупа авиона за око пола метра, са погоном турбомлазним мотором Атар 09C потиска 42 / 60,8 kN. Мираж 5 је директно водио израелски Мосад (израелске обавештајна служба). У сваком случају, пројекат је довео до стандарда Кфира, који се може сматрати директним потомком Миража III.

#### Милан
Дасо је у сарадњи са Швајцарцима, 1968. године, почео радити на ажурирању Миража познатом као Милан. Главна карактеристика Милана је била пар увлачећих / излазних површина (бркова), бочно у носу трупа. Намена им је била да обезбеде боље перформансе полетања и маневра на малим брзинама. Три почетна прототипа добијена су преправком постојећих Миража III, са погоном турбомлазним мотором Атар 09C потиска 42 / 60,8 kN. 
Потпуно опремљен прототип је од почетка произведен на основу Миража IIIR у 1970. години, након вредновања ранијег стандарда ове нове серије на једном од Мираж IIIC2. Милан је такође добијен ажурирањем опреме, укључујући и ласерски означивач и дијапазон даљинског управљача у носу. Други потпуно опремљен прототип произведен је за швајцарску проверу као Милан S. Канари су пружали значајну корист у управању, али су имали недостатке. Смањивали су прегледност пилоту у одређеној мери и изазивали су турбуленцију ваздуха у доводу у мотор. Концепт у Милану је напуштен 1972. године, док је рад наставио да постиже исте циљеве са канарима.

#### Мираж 3NG
После развоја Мираж 50, Дасо је експериментисао са још једним дериватом оригиналне Миражеве серије, названом Мираж 3NG (нова генерација). Као и Милан и Мираж 50, 3NG је погонио Атар 9К-50 мотор. Прототип је добијен конверзијом Миража IIIR, полетео је у децембру 1982. године. 
Мираж 3NG је имао модификовано делта крило са најсавременијим надоградњама корена, плус пар фиксних канара који су постављени изнад и иза уводника ваздуха. Они су обезбедили степен турбулентног протока ваздуха преко крила за повећање критичног нападног угла, а уједно су смањили резерву статичке стабилности и авиону су побољшане маневарске карактеристике.
Интегрисана је напредна опрема, користећи припремљене из развојних програма за припрему за следећи авион Мираж 2000. Мира 3NG је користио систем електричних команди лета (енгл. fly-by-wire) како би омогућио управљање и у условима статичке нестабилности. Интегрисан је нападно навигациони систем, нови више - модни радар и систем ласерског даљиномера. Савремени мотор и аеродинамика дали су Миражу 3NG импресивне перформансе. Мираж III и Мираж V. (3NG) је био демонстратор за разне технологије које могу бити и представљене у надоградњама на постојећим Миражима III и Миражима V. 
После 1989, побољшања која су изведена из 3NG су уграђена у бразилске Мираже IIIE, као и у четири њихова коришћена Миража III који су пребачени у Бразил 1988. године. Дасо је понудио 1989. године, сличну надоградњу и Миража IIIE на стандард Мираж IIIEX, са канарима, фиксном сондом за пуњење горива у лету, дужим носним делом трупа, новом опремоми и другим побољшањима. 
Марсел Дасо је укупно произвео 1.422 примерака авиона Миража III/5/50, свих варијанти. Постојало је неколико непроизведених варијанти: Мираж IIIK, са турбмлазним мотором RR спеј, понуђеном Британском краљевском ратном ваздухопловству. 
Мираж IIIM, морнаричка варијанта која је била намењена за брод носач, са катапултом и куком за хватање.
Мираж IIIW , лагана верзија ловца, предложена за спаринговање америчким ловцима током вежби. Дасо је тај програм понудио у партнерству са америчким Боингом. Авион би произвео Боинг, али је програм отпао у конкуренцији од Нортроповог F-5.

#### Балзак / Мираж IIIV
Једна од грана породичног стабла Миража III/5/50 је ловац Мираж IIIV са могућношћу вертикалног полетања и слетања (VTOL). ("IIIV" се чита "три-ве", а не „три-пет"). Овај авион има осам малих вертикалних узгонских млазница и основни турбомлазни мотор. Мираж IIIV је развијен као одговор на спецификацију НАТО-а за ловца пресретача VTOL-а од средине шездесетих година 20. века. Мираж IIIV носи осам мотора RB.162-31 за подизање (сваки од њих им а потисак 5,4 kN), дугогодишње брзине преноса и додатне покриваче за смањење утицаја издувних гасова мотора. Основни турбомлазни мотор је СНЕКМА TF-104, потиска 64,77/ 111,65 kN.

#### Мираж III ROSE
Програм ROSE (Retrofit Of Strike Element)био је пројекат надоградње који су покренуле Пакистанске ваздухопловне снаге за своје старе авионе Мираж III и Мираж 5 са модерним авионском опремом и турбомлазним мотором Атар 09C, са потиском 42 / 60,8 kN. Почетком деведесетих година 20. века, они су набавили 50 бивших аустралијских ловаца Мираж III, од којих је 33 изабрано након инспекције да се подвргну надоградњи. У првим фазама пројекта ROSE, бивши аустралијски ловци Мираж III су опремљени новим одбрамбеним системима и кабинама, што је укључило нови HUD, RWR, РВР, систем управљања HOTAS, радарски даљиномер и нападно-навигациски систем. Они су такође били опремљени са више - модним радарима FIAR грифон М3 и као такав је означен ROSE I. Око 34 примерка ловачких авиона Мираж 5 такође је надограђено и добили су ознаку ROSE II и ROSE III, пре него што је завршен комплетан програм ROSE. Планирано је да ловци Мираж III/5 ROSE остану у оперативној употреби до 2010. године.

## Оперативна употреба
| Сукоб                       | Противник                                                        | Коментар |
| --------------------------- | ---------------------------------------------------------------- | --- |
| Шестодневни рат             | МиГ-21, МиГ-19, МиГ-17, Су-7, Ту-16, Ил-28                       | У изненадном нападу на ваздухопловне базе арапски авиони су уништени на земљи, мали број их је успео да полети и да се бори. У томе „масакру“ су мању улогу имали авиони Мираж III, пошто је њихова способност скромна у дејству ваздух - земља. Ипак су они уништили 4 авиона у ваздуху и 8 на земљи. Основни задатак Израелских Миража је био да штите своје ловце - бомбардере и бомбардере. |
| Јомкипурски рат             | МиГ-21, МиГ-19, МиГ-17, Су-7Б, Ту-16, Ил-28, Ил-18, Ил-14, An-12 | У Јомкипурском рату, 1973. године, најмање је изгубљен 26 Мираж III, у борби ваздух-ваздух. Подаци су непоуздани пошто су извештаји страна контрадикторни. |
| Јужноафрички погранични рат | —                                                                | Током овога рата, Јужноафричко ваздухопловство је учествовало из базе у југозападној Африци са 16 Миража IIICZ пресретача, 17 Миража IIIEZ ловаца -бомбардера и 4 Миража IIIRZ извиђача. Миражу III генерално је недостајао долет за ефективну борбу на великим раздаљинама са побуњеницима у Анголи. Јужноафрички пилоти су често имали удесе због неповољне аеродинамичке шеме са делта крилом, за те услове. Пројектна концепција Миража III има велике недостатке за употребу на полуприпемљеним полетно слетним стазама у близини оперативне зоне. Миражи III су попунили две ескадриле, и ограничено су коришћени у секундарним улогама дневног пресретања и за фотографско извиђање. До краја осамдесетих, Мираж IIICZ је застарео за улогу главног ослонца за безбедност. Ипак, Мираж IIIRZ је наставио да лети у задацима препознавања слика циљева преко Анголе, као једини авион опремљен за ту намену. |
| Фолкландски рат             | Харијер                                                          | У борби која је уследила са Харијерима, са носача авиона, оборена су четири аргентинска Миража IIIEA. Аргентинци су такође изгубили и један Мираж IIIEA, сопственом ватром изнад аеродрома Стенли |

## Корисници
| - Пакистан — 89 - Француска — 348 - Аргентина — 21 - Аустралија — 110 - Бразил — 27 - Чиле — 1 - Шпанија — 30 | - Израел — 76 - Либан — 12 - Јужна Африка — 58 - Швајцарска — 60 - Абу Даби — 18 - Венецуела — 9 |  |